# Lea Drinda
Lea Drinda, född 2001 i Jena, är en tysk skådespelare.
Drinda har bland annat medverkat i TV-serien Vi barn från Bahnhof Zoo där hon spelade Babsi, en av huvudrollerna. Hon har även medverkat i den prisade filmen Sound of Falling där hon spelade en av huvudrollerna, Erika.

## Filmografi (i urval)
- 2021 – Vi barn från Bahnhof Zoo (TV-serie)
- 2025 – Sound of Falling